# Bahnhof Wissembourg
Der Bahnhof Wissembourg – von 1871 bis 1919 und von 1942 bis 1945 Weißenburg – ist der Bahnhof der elsässischen Kleinstadt Wissembourg. Er ist ein Endbahnhof, an dem die Pfälzische Maximiliansbahn aus Neustadt an der Weinstraße und die Strecke aus Vendenheim enden. Zwischen 1900 und 1958 existierte eine Verbindungsbahn zwischen Lauterbourg und Wissembourg. Der Bahnhof ist auf der Pfälzischen Maximiliansbahn in den Rheinland-Pfalz-Takt eingebunden und für Fahrten nach Norden tariflich in den Karlsruher Verkehrsverbund (KVV) und den Verkehrsverbund Rhein-Neckar (VRN) integriert. Innerhalb des VRN ist er Teil der Tarifwabe 142.

## Lage

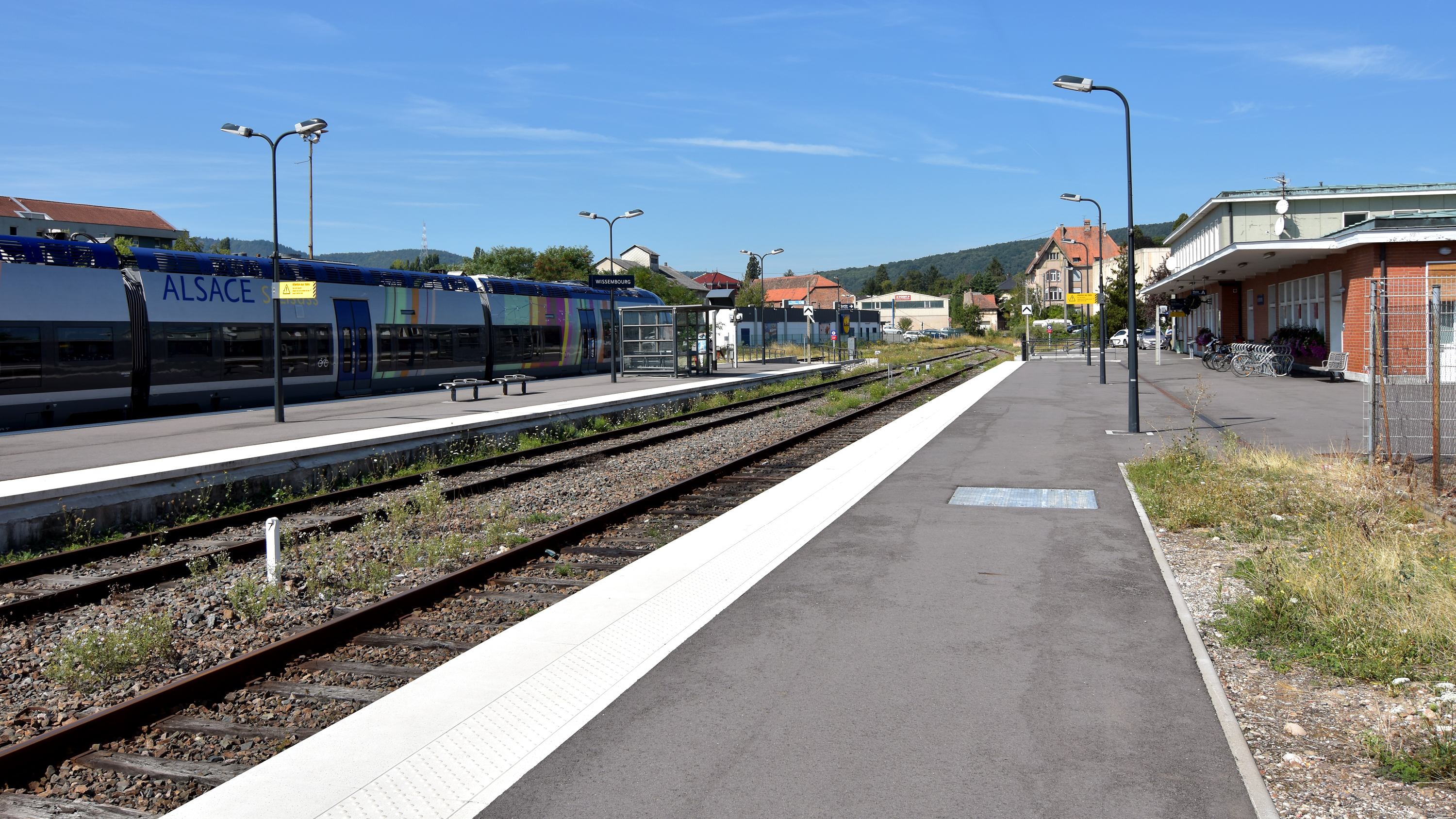
Blick von Osten auf die Bahnsteige

### Örtliche Lage
Der Bahnhof befindet sich am südöstlichen Rand der Kernstadt von Wissembourg. Nordwestlich von ihm verläuft annähernd parallel die Avenue de la Gare, die gen Osten mit Einmündung der Rue Vauban zur Allée des Peupliers wird. Südlich des Bahnhofs verläuft ebenfalls fast parallel zu den Gleisen die Rue des Messageries, die ihn zugleich im Westen begrenzt.

### Bahnstrecken
Die Pfälzische Maximiliansbahn kommt aus nordöstlicher Richtung. Mit Überquerung der Lauter passiert sie die deutsch-französische Grenze. Kurz vor Erreichen des Bahnhofs biegt sie nach rechts ab, um für wenige 100 Meter nach Nordwesten zu gehen. Dort vereinigt sie sich mit der Bahnstrecke Vendenheim–Wissembourg, die aus südlicher Richtung kommt.

## Geschichte

### Planung und Bau
Nachdem in der benachbarten bayerischen Pfalz von 1847 bis 1849 die Pfälzische Ludwigsbahn von Ludwigshafen nach Bexbach entstanden war, liefen anschließend Diskussionen, ob eine Strecke am Gebirge von Neustadt über Landau ins elsässische Wissembourg oder eine Strecke am Rhein über Speyer, Germersheim, Wörth und Lauterbourg dringender und wünschenswerter sei. Vor allem das Militär bevorzugte die Streckenführung, die am Rand des Pfälzerwalds und der Vogesen verlaufen sollte. Allerdings bewirkten die politischen Ereignisse des Jahres 1848, dass das Projekt zunächst zum Erliegen kam.:14
Bereits im Mai 1847 hatte sich das Elsass für eine Streckenführung über Wissembourg ausgesprochen. In der Folgezeit kam es in der Pfalz zu Diskussionen darüber, ob die Strecke über Germersheim nach Speyer oder über Landau nach Neustadt fortgeführt werden sollte. Im Januar 1850 erschien im damaligen Neustadt an der Haardt eine Broschüre, in der ein Schienenweg über Landau nach Wissembourg propagiert wurde und in der unter anderem mit der größeren Siedlungsdichte gegenüber den unmittelbar am Rhein gelegenen Orten argumentiert wurde. Die Entscheidung fiel im Jahr 1852 schließlich zu Gunsten der Gebirgslinie, nachdem im Vorjahr Gutachten und Untersuchungen eingeleitet worden waren. Am 3. November selben Jahres gab der damalige bayerische König Maximilian II grünes Licht für den Bau, indem er die Gründung einer Aktiengesellschaft genehmigte, die das Projekt in Angriff nahm.:14 ff
Als Fortsetzung der Maximiliansbahn sollte eine in Vendenheim von der Bahnstrecke Paris–Strasbourg abzweigende Linie nach Wissembourg entstehen. Die Stadt selbst sollte dabei einen Kopfbahnhof erhalten. Die Bahnstrecke Vendenheim–Wissembourg wurde schließlich am 23. Oktober 1855 vollendet, nachdem der Verkehr zwischen Vendenheim und Haguenau sowie von pfälzischer Seite zwischen Neustadt und Landau bereits am 18. Juli freigegeben worden war. Am 26. November folgte der Lückenschluss zwischen Landau und Wissembourg.:21

### Erste Jahre und Schlacht bei Weißenburg (1855–1871)

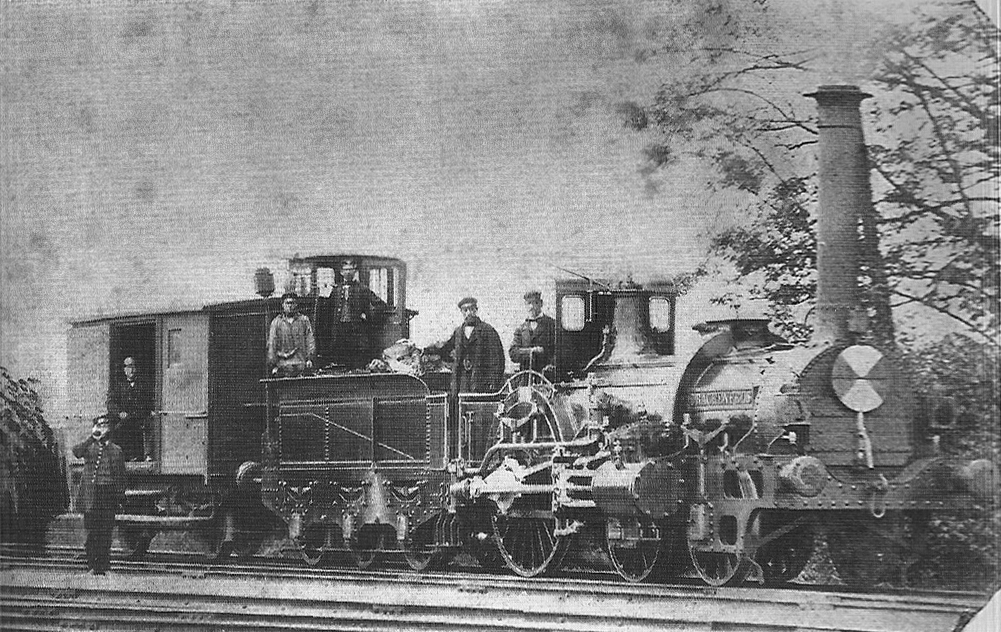
Pfalzbahnlok „Drachenfels“ im Jahr 1865 vor der Übernahme eines Zuges im Bahnhof Wissembourg

Im Bahnhof war aufgrund seiner Grenzlage von Beginn an der bayerische Zoll vertreten, der sich bald über seine Situation vor Ort beklagte. Die Gespräche über die Gestaltung des Betriebs an dem Gemeinschaftsbahnhof kamen erst im Januar 1856 zum Abschluss. Am 3. Juli des Folgejahres kam es zur Unterzeichnung des Protokolls, in dem die Betriebsabwicklung am Bahnhof festgelegt wurde. Die Probleme mit der Abwicklung des Zolls zogen sich bis in die 1860er Jahre hinein.:20 ff
Zum selben Zeitpunkt war es bereits möglich, im Bahnhof direkte Fahrkarten der Betreibergesellschaft Chemins de fer de l’Est für Fahrten zu Zielen wie Châlons-sur-Marne, Nancy oder Paris zu erwerben.:25

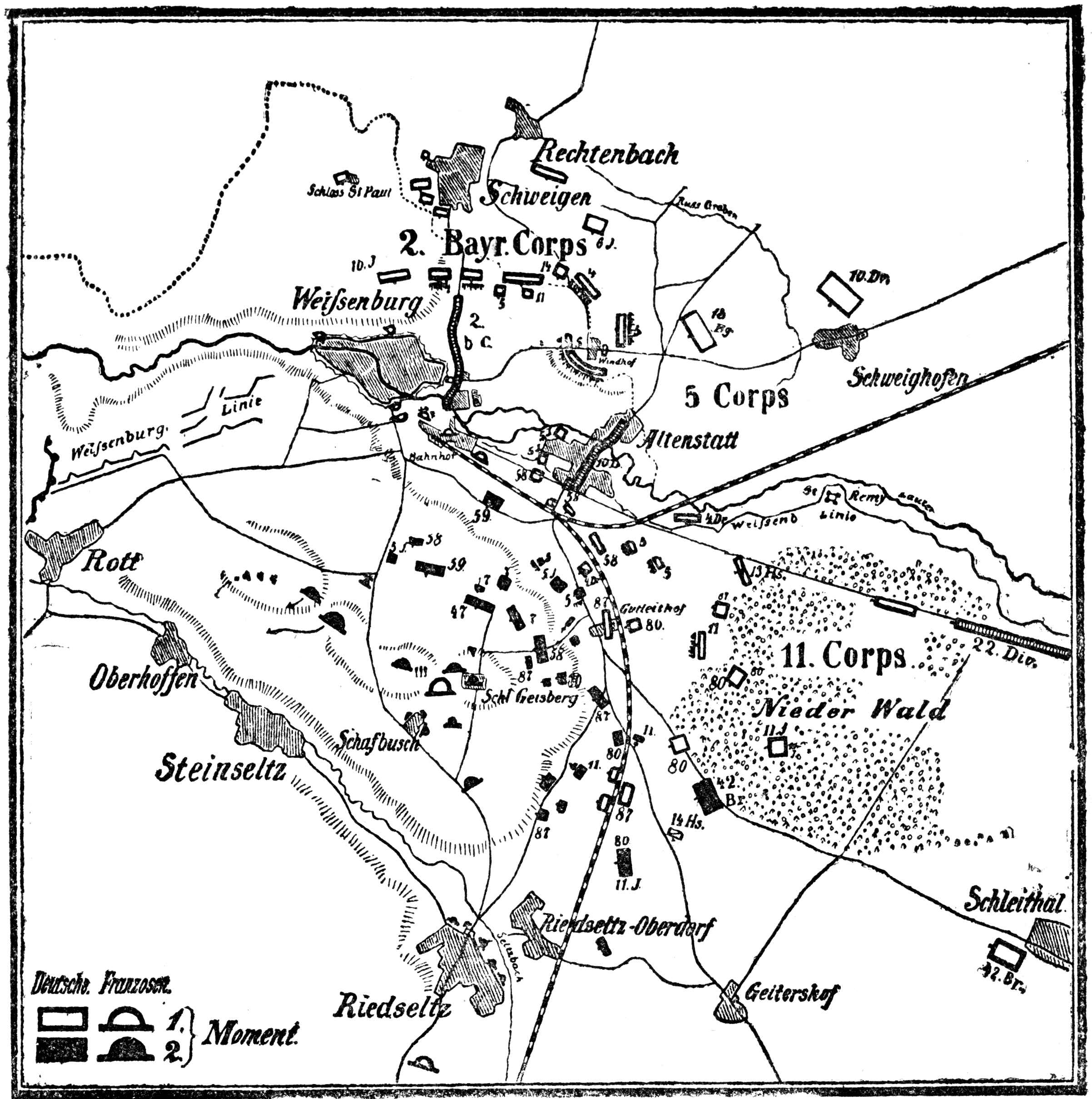
Bahnhof in der Schlacht bei Weißenburg

Mitte 1870 brach der Deutsch-Französische Krieg aus. Am 4. August kam es zur Schlacht bei Weißenburg. In die Kampfhandlungen wurde der Bahnhof ebenfalls miteinbezogen. Bereits am Vormittag griffen die französischen Truppen auf der Höhe der Bahnstation ihre deutschen Gegner an, jedoch gelang es der deutschen Armee, den Bahnhof gegen elf Uhr zu stürmen. Innerhalb der nächsten Stunde versuchten die Franzosen, den Bahnhof und ein Stadttor zurückzuerobern, was jedoch ab zwölf Uhr endgültig scheiterte. Als Folge der Schlacht waren die Gleisanlagen des Bahnhofs und das Empfangsgebäude erheblich in Mitleidenschaft gezogen wurden.
Bereits mitten im Krieg erhielt der Abschnitt zwischen Winden und Wissembourg am 28. Januar 1871 ein zweites Gleis, nachdem dies bereits 1867 auf der restlichen Strecke zwischen Winden und Neustadt geschah.:26

### Weitere Entwicklung
Nach dem Krieg fielen Elsaß und Lothringen an Deutschland, womit die Zollkontrollen im Bahnhof, der fortan entsprechend dem deutschen Namen der Stadt „Weißenburg“ hieß, entfielen. Der Wiederaufbau des Bahnhofs oblag den neu gegründeten Reichseisenbahnen in Elsaß-Lothringen.:26 ff
Der Bahnhof selbst entwickelte sich während des Deutschen Kaiserreichs zum Haltepunkt auf der Fernverkehrsmagistrale Amsterdam–Straßburg. Dennoch war er aufgrund seines Status als Kopfbahnhof ein Hindernis für den durchgängigen Bahnbetrieb. Aus diesem Grund wurde eine Verbindungskurve zwischen Maximiliansbahn und der Strecke nach Vendenheim unter Umgehung von Weißenburg geschaffen.:31 ff Am 29. Juni 1900 wurde der Bahnhof Weißenburg westlicher Endpunkt einer Nebenbahn aus Lauterburg, die parallel zur Grenze zwischen Bayern und Elsaß-Lothringen verlief.

### Pläne einer Durchbindung nach Nordwesten
Als unmittelbare Folge des Wechsels der Stadt in das neu gegründete Deutsche Kaiserreich resultierten vor Ort Bestrebungen, eine dem internationalen Verkehr dienende Strecke entlang der Lauter über Dahn und Selz bis nach Rastatt zu errichten. Im Jahr 1873 wurde ein entsprechendes Komitee gegründet. Im selben Jahr konstituierte sich in Dahn ebenfalls ein Komitee, das eine Strecke entlang der Lauter projektierte. Parallel dazu legte die Direktion der Pfälzischen Eisenbahnen Pläne einer Bahnlinie von Hinterweidenthal nach Bergzabern vor, die überwiegend entlang der Lauter verlaufen sollte. Eine Verknüpfung mit einer Strecke nach Weißenburg war dadurch von vornherein einbezogen.

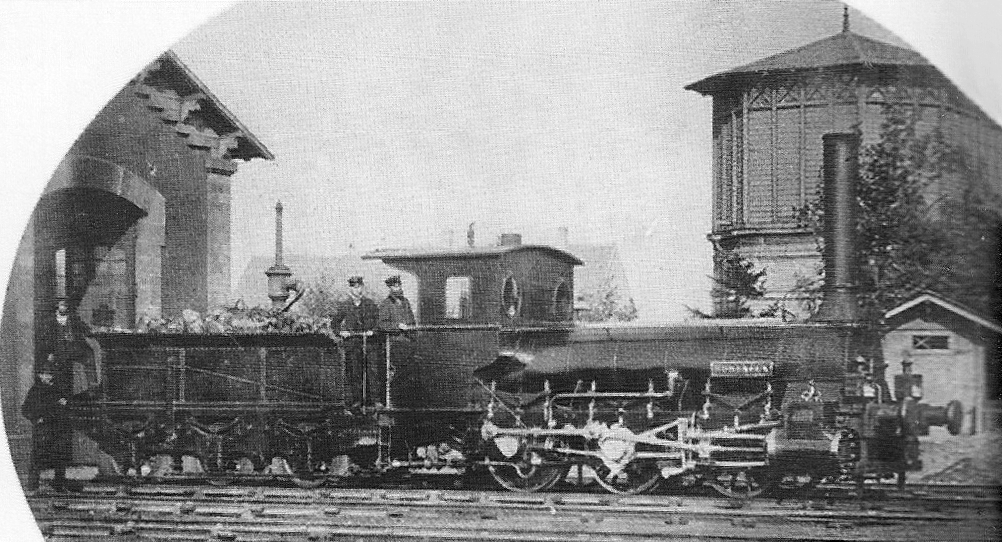
Güterzuglok „Hoheneck“ im Depot des Bahnhof Weißenburg im Jahr 1880

Obwohl die bayerische Regierung eine Zinsgarantie bereitstellte, verhinderte die negative Konjunkturlage der 1870er Jahre die Umsetzung dieser Pläne.
Erst in den 1890er Jahren wurden die Bestrebungen wieder aufgenommen. Vor allem Dahn forcierte eine Strecke nach Weißenburg. So begann 1899 von bayerischer Seite die konkrete Planung einer Verbindung in der Relation Pirmasens–Lemberg–Dahn–Weißenburg. Nachdem sich herausstellte, dass mit 7,5 Millionen Mark der finanzielle Aufwand einer solchen Linienführung zu teuer sein würde, fiel die Entscheidung zugunsten einer deutlich billigeren Stichstrecke – „Wieslauterbahn“ genannt – über Hinterweidenthal bis nach Bundenthal, die von der Südpfalzbahn Landau–Zweibrücken abzweigen sollte.
Weißenburg hoffte weiterhin darauf, dass die Wieslauterbahn in Richtung Osten fortgesetzt würde. Die Regierung in Bayern hatte sich bereits 1910 bereit erklärt, die Verlängerung nach Weißenburg auf dem pfälzischen Terrain bauen zu wollen, sofern im Gegenzug die Reichseisenbahnen in Elsaß-Lothringen bei der geplanten Errichtung einer Magistrale Kaiserslautern–Pirmasens–Trulben–Eppenbrunn–Bitsch mitzögen. Im April 1914 deutete zunächst alles auf die Durchbindung der Wieslauterstrecke nach Weißenburg hin. Der vier Monate später ausgebrochene Erste Weltkrieg verhinderte jedoch den Bau dieser Verbindung.

### Zwischenkriegszeit (1919–1945)
Im Zuge der Rückgabe des Elsass durch den Versailler Vertrag an Frankreich 1919 als Folge des Kriegs erhielt der Bahnhof erneut den Namen „Wissembourg“. Die Pläne, einen Lückenschluss zwischen Wissembourg und Bundenthal zu schaffen, kamen in diesem Zusammenhang endgültig zum Erliegen. Nach 1930 endete der Fernverkehr durch Wissembourg, der durch die veränderte Grenze zwischen Deutschland und Frankreich an Bedeutung verloren hatte; zuletzt war er auf die Nachfrage der Besatzung ausgerichtet gewesen.:44
Die Inbetriebnahme einer festen Rheinbrücke entlang der von der Maximiliansbahn abzweigenden Bahnstrecke Winden–Karlsruhe trug zusätzlich zum Bedeutungsverlust des Verkehrs zwischen Winden und Wissembourg bei.:48 Von 1942 bis 1945 führte der Bahnhof erneut die Bezeichnung „Weißenburg“. Am 15. Dezember 1944 brannte das Bahnhofsgebäude ab. Sein linker Flügel diente deshalb für die beiden Folgejahrzehnte als Provisorium.

### Bedeutungsverlust nach dem Zweiten Weltkrieg (1945–1997)

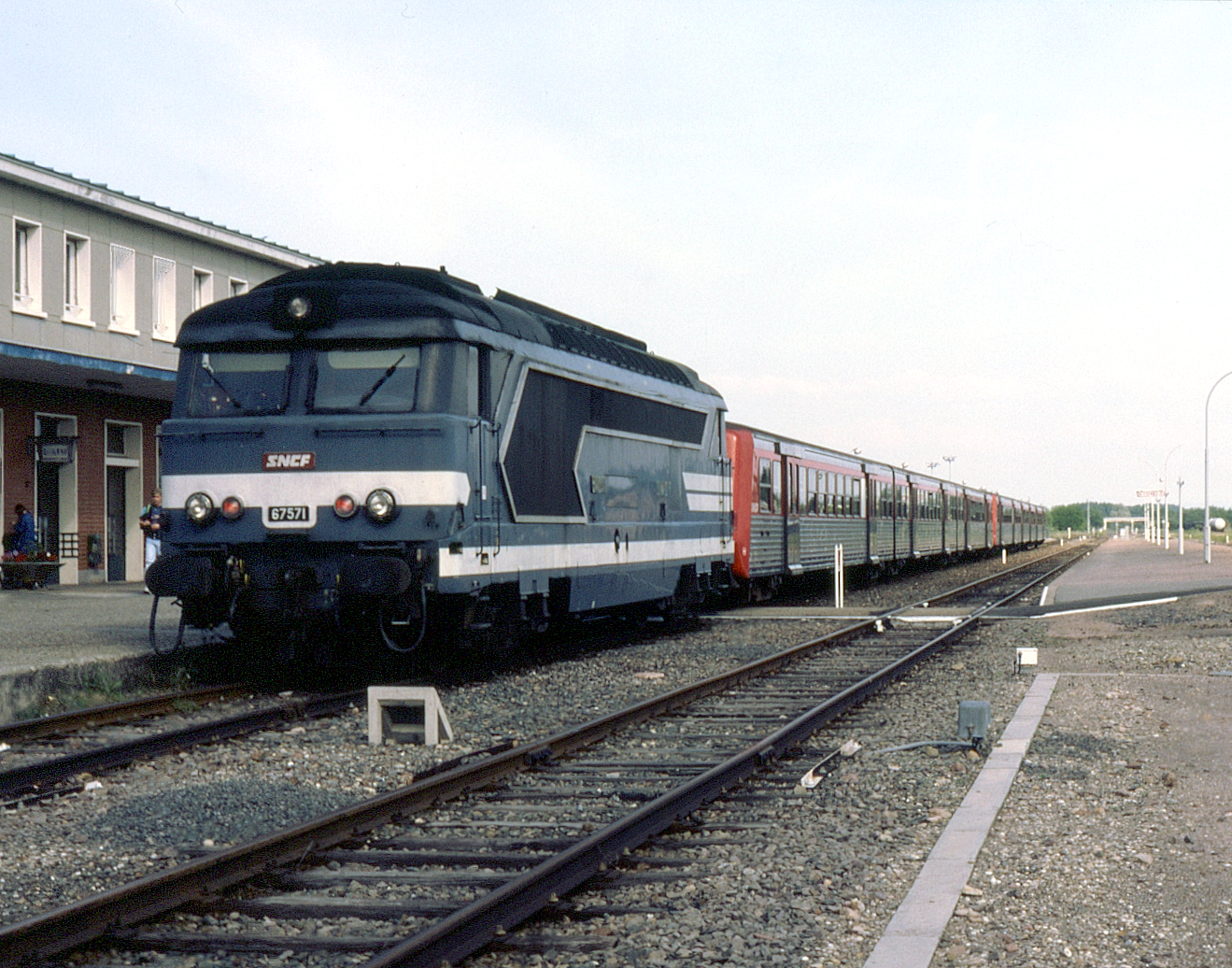
Nahverkehrszug mit Lok der Baureihe 67400 am 5. Juni 1991

Nach Kriegsende wurde das zweite Gleis Winden–Wissembourg als Reparationsleistung abgebaut. Am 1. Oktober 1947 endete der Personenverkehr auf der Bahnstrecke Lauterbourg–Wissembourg. Fortan gab es nur noch Güterverkehr zwischen Wissembourg und Scheibenhard, ehe dieser im Jahr 1958 ebenfalls zum Erliegen kam. Als Folge der dauerhaften Grenzziehung zwischen Deutschland und Frankreich nördlich der Stadt verschwanden zur selben Zeit die letzten überregionalen Züge, die die Stadt passierten. Der grenzüberschreitende Nahverkehr verlor aus demselben Grund weiter an Bedeutung.:86 Ähnlich erging es der südlichen Strecke nach Vendenheim; so demontierte die SNCF 1962 das zweite Gleis zwischen Haguenau und Wissembourg.:8

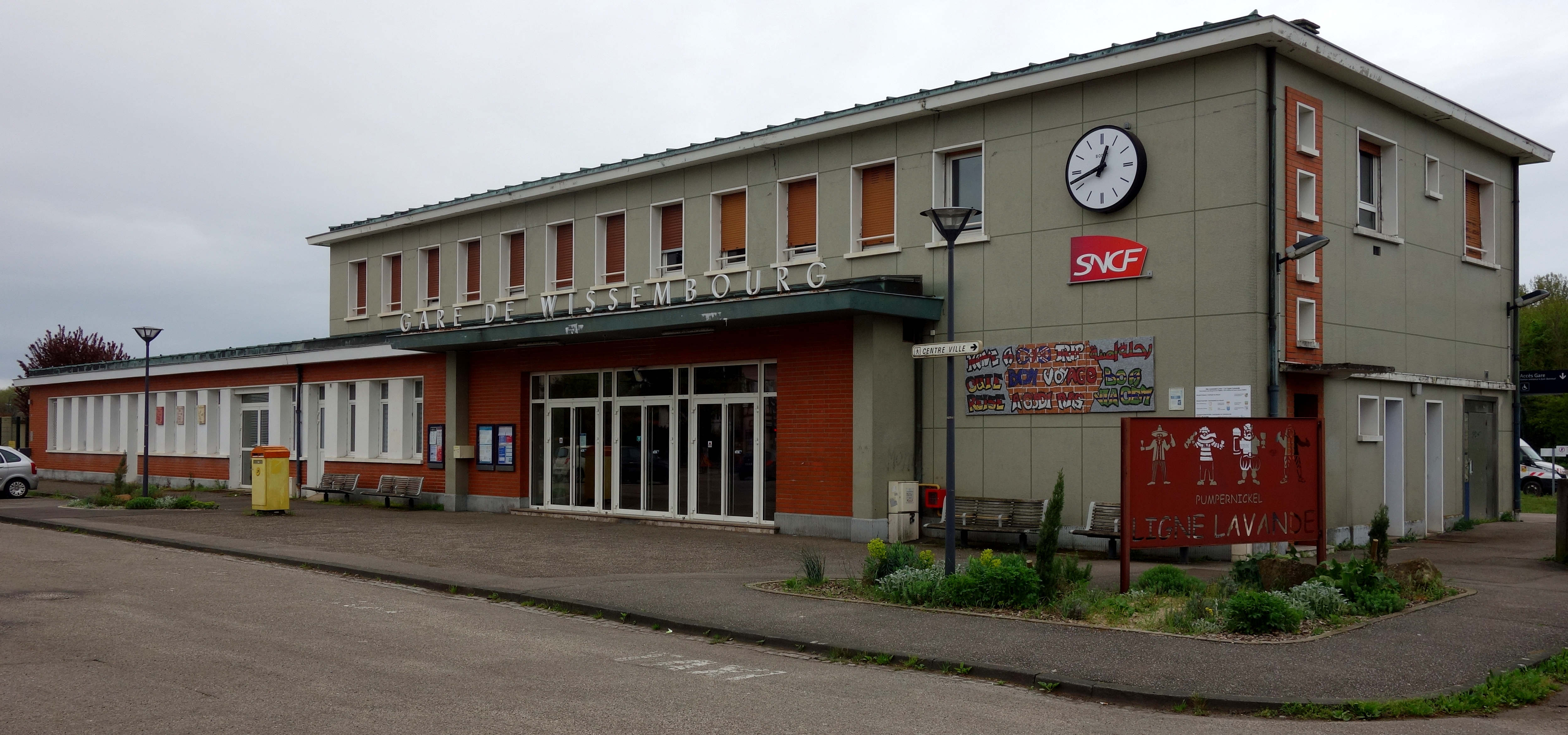
Bahnhofsgebäude

Im Jahr 1966 wurde mit dem Bau des aktuellen Bahnhofsgebäudes begonnen, das sich vom Baustil her sehr stark an denjenigen der Deutschen Bundesbahn der Nachkriegszeit orientierte. Zwei Jahre später war es schließlich fertiggestellt.
Am 28. September 1975 endete die Personenbeförderung auf dem die deutsch-französische Grenze passierenden Maximiliansbahn-Abschnitt Winden–Wissembourg. Vier Jahre später endete zwischen Haguenau und Wissembourg der Personenverkehr an Sonn- und Feiertagen.:87 f:155 Da die Bedeutung des Güterverkehrs zwischen Winden und Wissembourg ebenfalls immer weiter sank, war dieser Abschnitt von der Gesamtstilllegung bedroht.

### Reaktivierung des grenzüberschreitenden Verkehrs (seit 1997)
1997 wurde der Abschnitt Winden–Wissembourg jedoch reaktiviert. Seitdem existieren durchgängige Fahrten im Stundentakt zwischen Wissembourg und Neustadt. Im Bahnhofsgebäude befinden sich ein Fahrkartenschalter der französischen Staatsbahn (SNCF) und Fahrkartenautomaten der SNCF und der Deutschen Bahn.

## Gleisanlagen
Der Bahnhof hat vier Gleise. Die deutschen Züge halten in der Regel auf Gleis A, die französischen Züge auf den Gleisen B und C.

## Linien

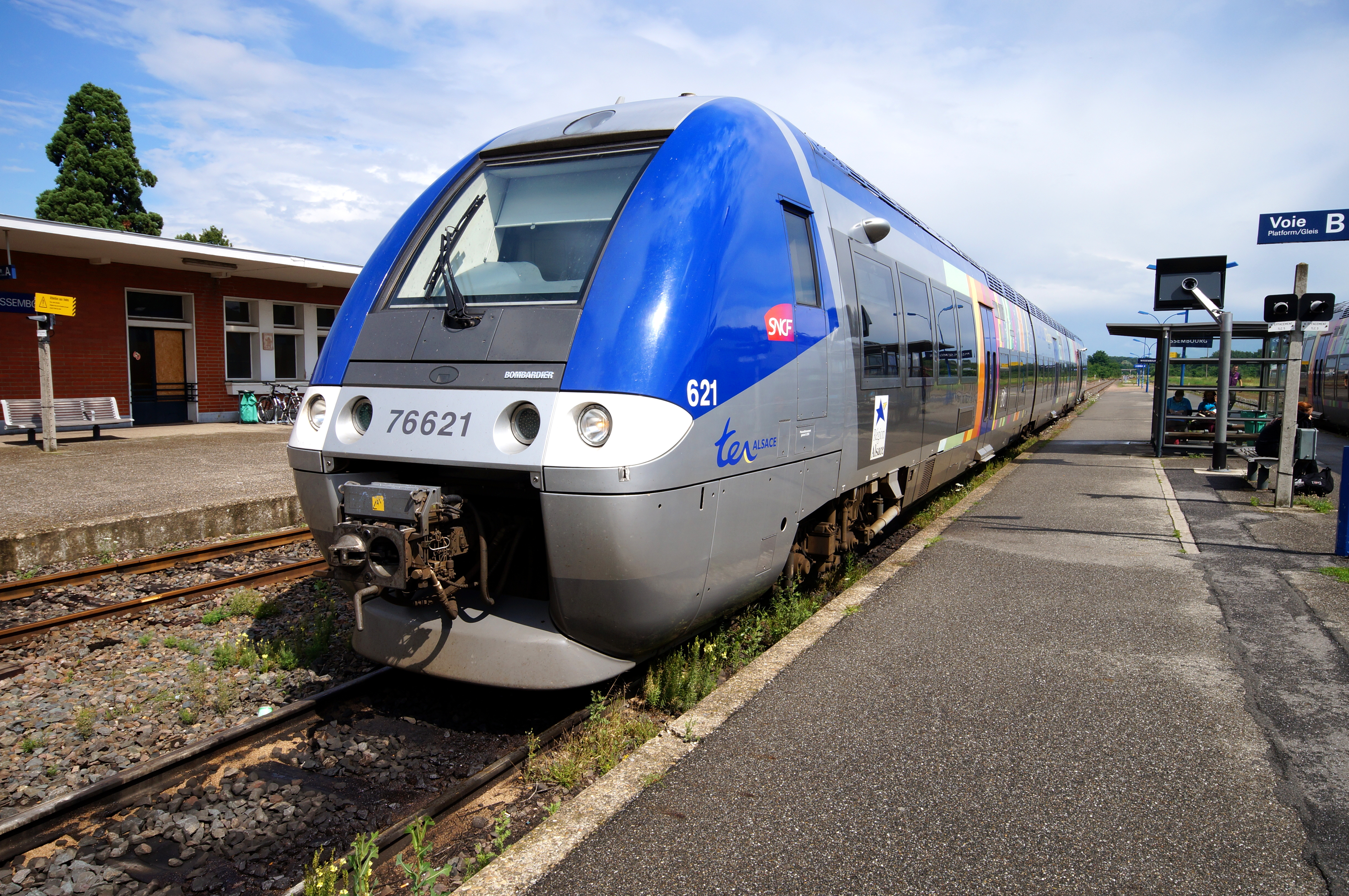
SNCF X 76500 des TER Grand Est im Bahnhof Wissembourg

Im Bahnhof halten Regionalbahnen der Relation Neustadt–Wissembourg (Linie RB 53), die in Winden Anschluss von/nach Karlsruhe haben, sowie Regionalzüge des TER Grand Est in Richtung Strasbourg. An Sonn- und Feiertagen halten auch der Elsass-Express (Mainz–Wissembourg) und der Weinstraßen-Express (Koblenz–Wissembourg) im Bahnhof. Diese Ausflugszüge werden mit Triebwagenzügen LINT 81 des Unternehmens vlexx bedient.
Der Bahnhof ist auch ein Umsteigepunkt im Busverkehr. Von deutscher Seite enden die beiden Buslinien 252 aus Bundenthal, Dahn und Hinterweidenthal, und 543 aus Bad Bergzabern (stündlich) am Bahnhof. Außerdem verkehrt freitags bis sonntags die Ausflugsbuslinie 317 von Fluo Grand Est 67 in Richtung Lembach, Burg Fleckenstein und Obersteinbach.
Tariflich liegt Wissembourg für die von/nach Deutschland führenden Bus- und Bahnverbindungen im Verkehrsverbund Rhein-Neckar (VRN) und im Karlsruher Verkehrsverbund (KVV).